# Verdine White
Verdine Adams White, geb. als Verdine Adams, Jr. (* 25. Juli 1951 in Chicago/Illinois) ist ein US-amerikanischer Musiker und der Bassist der Band Earth, Wind and Fire. Er ist der (Halb-)Bruder des Bandgründers Maurice White. Seit 1970 spielt er den Bass in der Gruppe und führt diese zusammen mit Philip Bailey nach dem Ausscheiden seines Bruders weiter.

## Leben und Wirken
Verdine White ist mit seinem charakteristischen, druckvollen Bassspiel eine der markanten Soundstützen von Earth, Wind and Fire. Er ist auch Co-Autor von mehreren Songs der Gruppe, z. B. Mighty, Mighty und Kalimba Story.
Neben seinem Bandengagement produzierte er auch diverse Künstler und Gruppen, wie etwa das 1983 erschienene Album Standing in the Light von Level 42, und spielte Bass beispielsweise 2002 auf dem Jennifer-Lopez-Album This Is Me... Then.
Der Bassist ist mit Mashelle „Shelly“ Clark verheiratet, welche früher Mitglied der R&B - Gruppen The Ikettes und Honey Cone war. Das Ehepaar hat einen Sohn.

## Veröffentlichungen
- Rhythm of the Earth – Die Technik des Bass-Spielens (Video)
- Verdine White & Louis Satterfield, Playing the Bass Guitar, Columbia Pictures Pubns, 1978, ISBN 0-89705-011-8.